# Fiat Talento
Fiat Talento je lehké užitkové vozidlo vyráběné italskou automobilkou Fiat, poprvé se prodával v roce 1981. Existují dvě nesouvisející a nenavazující generace.
- První generace (1981–1994): odvozen z Fiat Ducato se zkráceným rozvorem.
- Druhá generace (2016–2020): upravená verze Renault Trafic třetí generace.[1]

## Fotogalerie

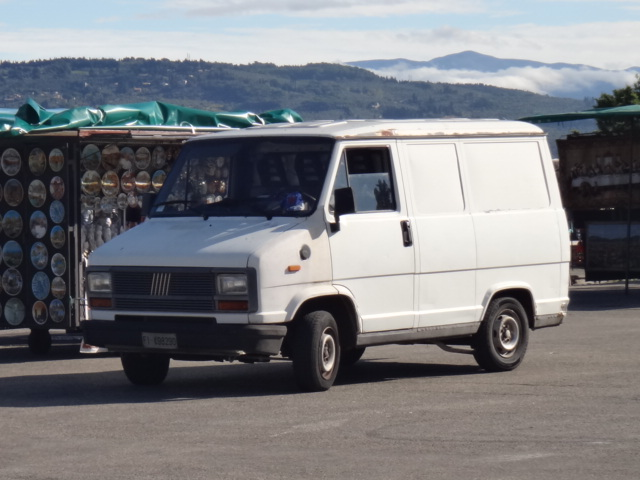
Fiat Talento 1. generace
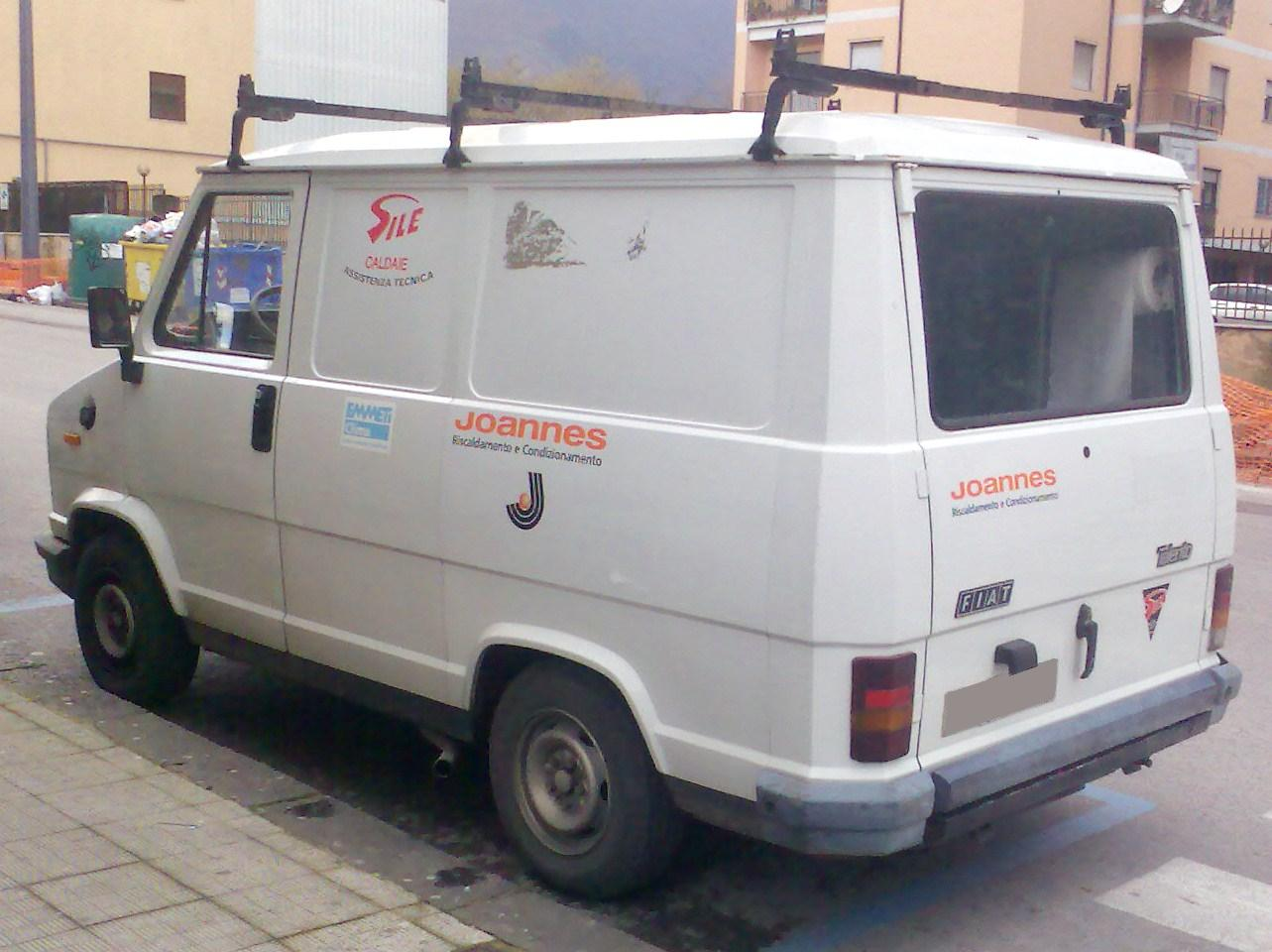
Fiat Talento 1. generace
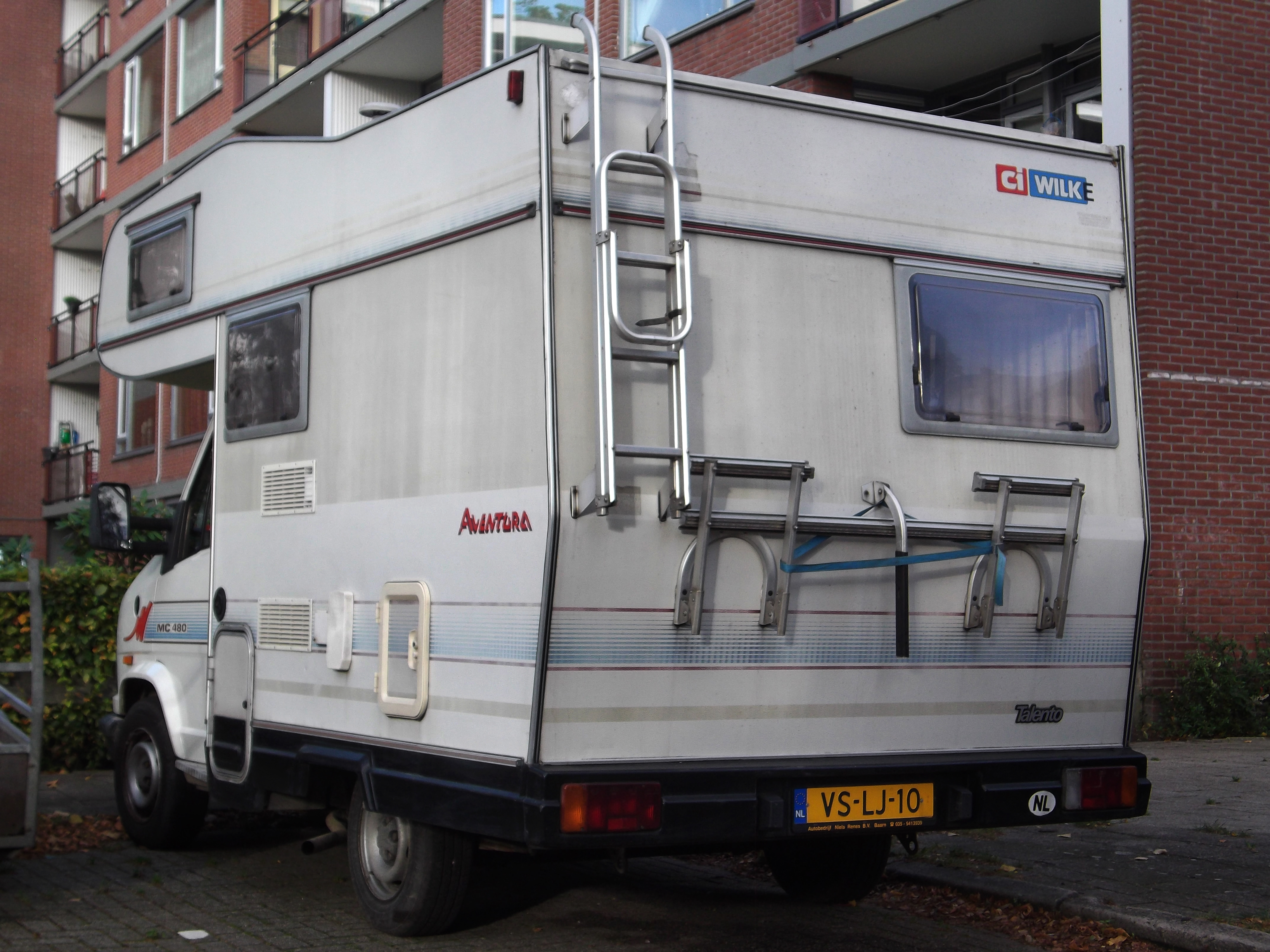
Fiat Talento 1. generace jako obytný vůz
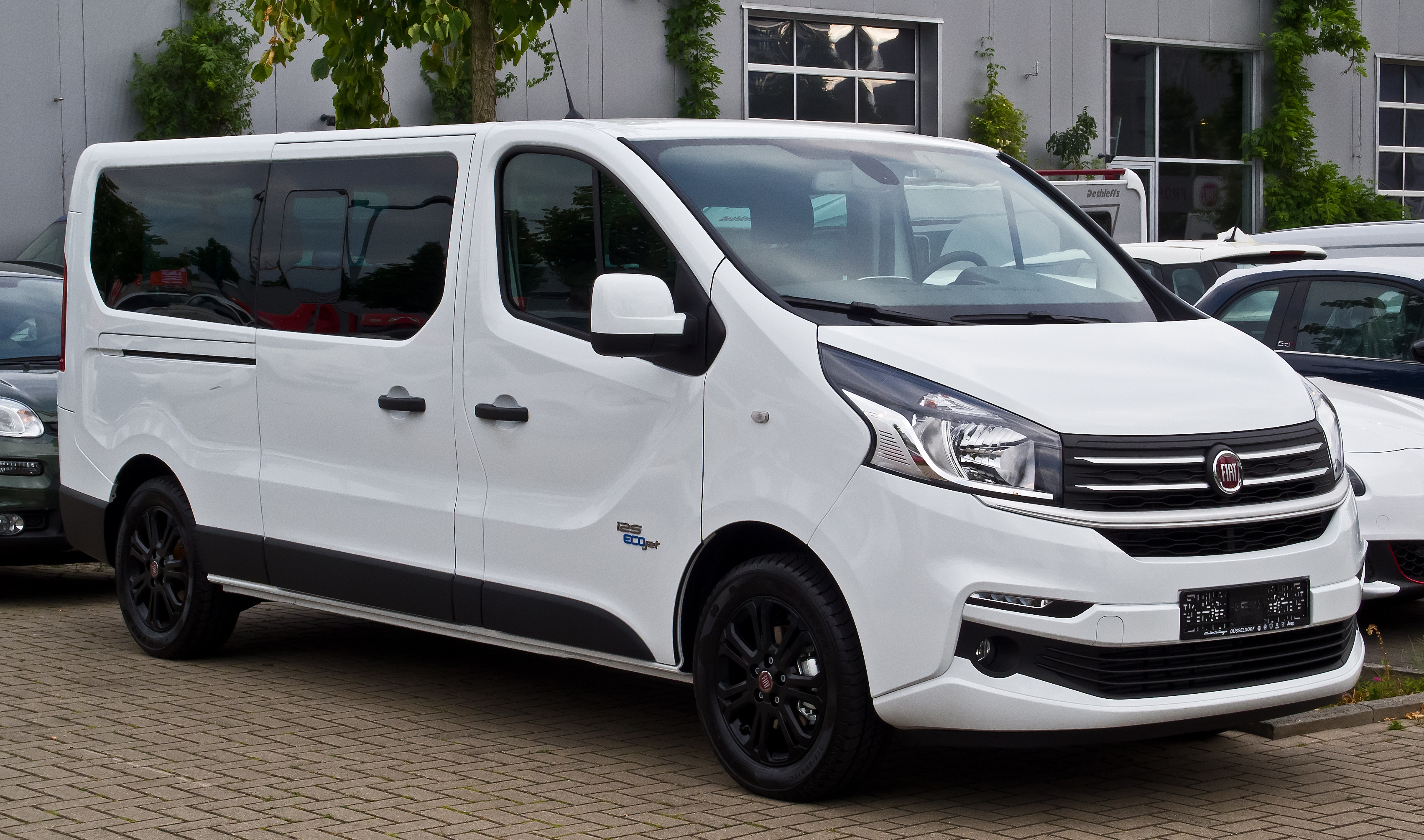
Fiat Talento Kombi 1.6 Ecojet 125 Twin Turbo Family
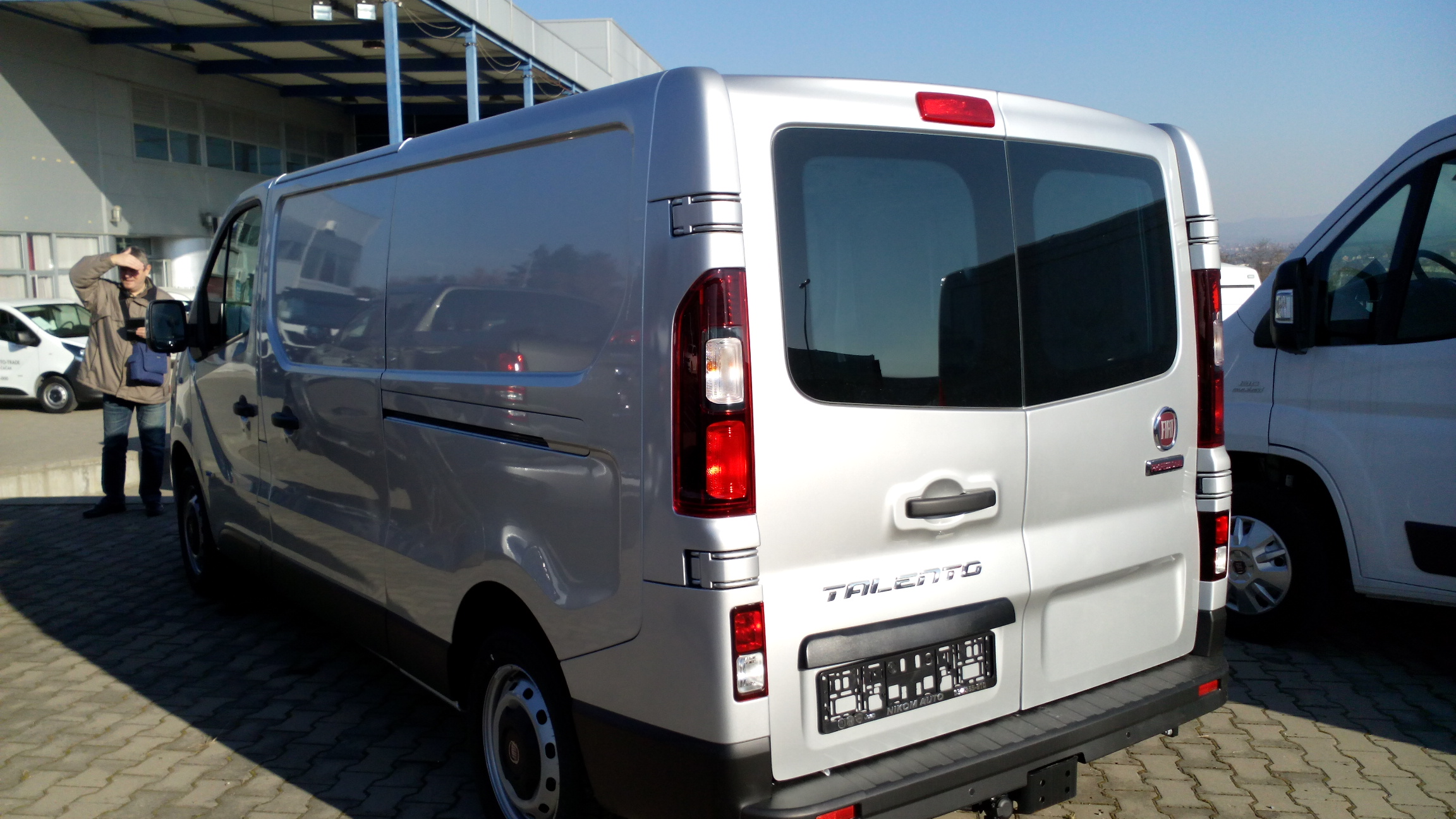
Fiat Talento 2. generace
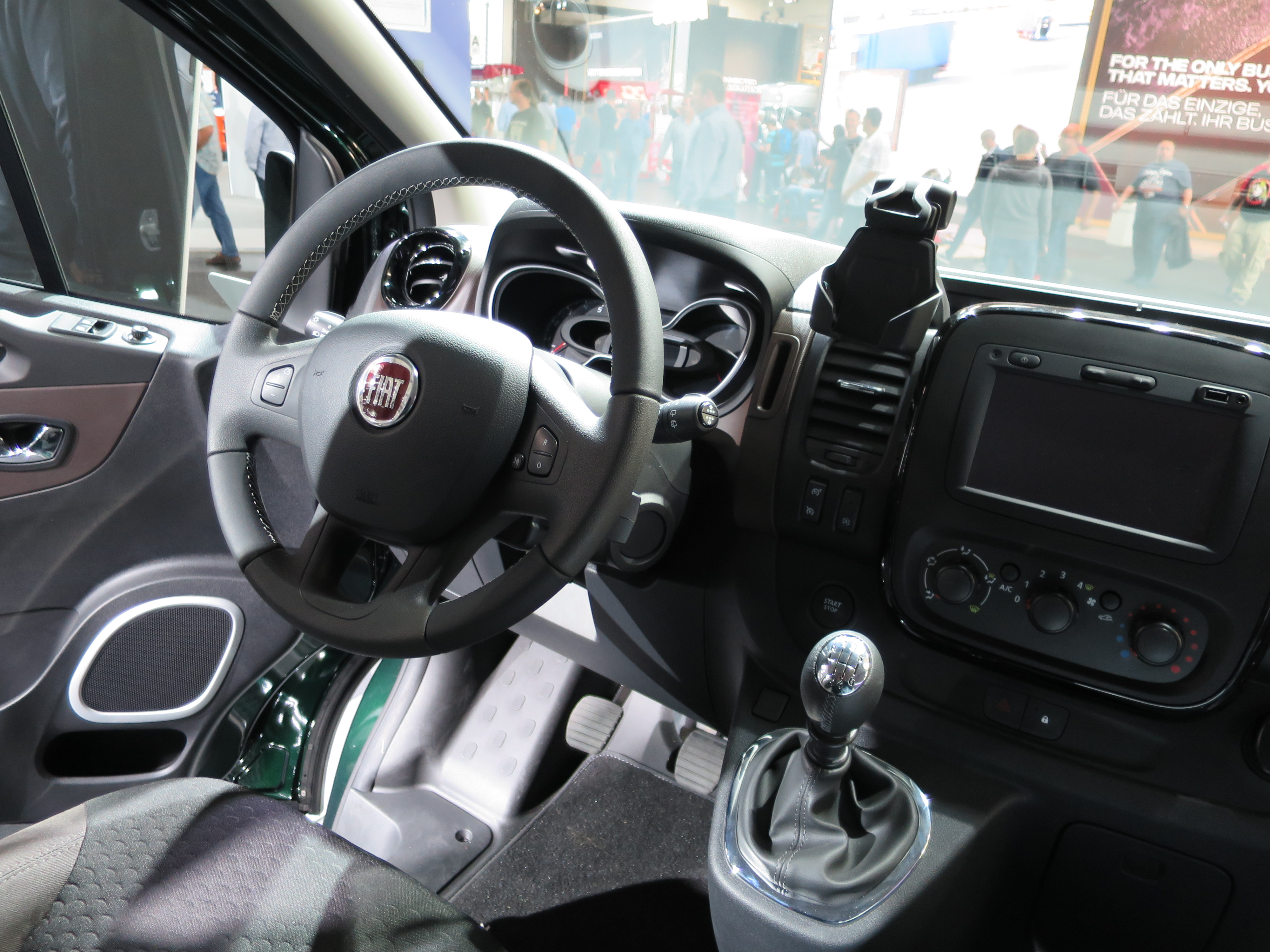
Fiat Talento 2. generace: interiér